# I-shift

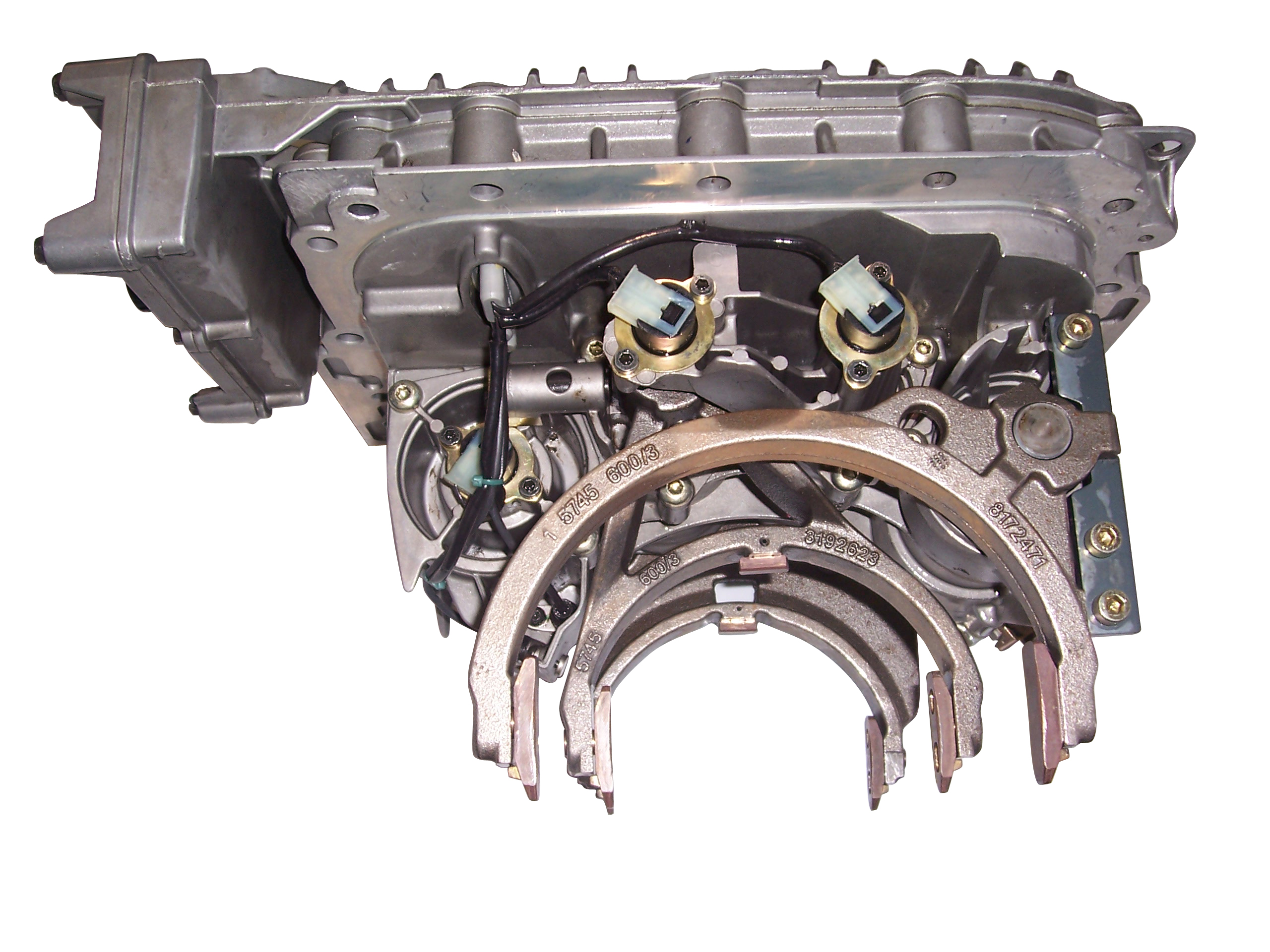
Boîtier de commande de la boîte I-shift

La boîte de vitesses « I-shift » est une boîte de vitesses de type robotisée créée par le constructeur suédois Volvo.
Elle est apparue, sur les camions de la série FH, à l'occasion de la mise sur le marché de la deuxième génération, en 2002.

## Principe de fonctionnement
La transmission « I-shift » est un concept de transmission manuelle avec un contrôle de changement des rapports géré par ordinateur. Ce système, appelé Transmission Management System (TMS), contient deux ECU’s, une unité de contrôle de la transmission (TECU) et l’unité de contrôle du sélecteur de rapport (GECU – GEar selector Control Unit).
La « I-shift » a pioché parmi des technologies de transmission anciennes, comme par-exemple des engrenages principaux non synchronisés, qui ont permis une diminution de la taille et du poids de la transmission, et un frein d’arbre primaire pour obtenir un contrôle de vitesse plus précis en faisant correspondre le régime du moteur à celui de la transmission. Par exemple, le TECU demande à l’EECU de corriger le régime du moteur, de manière à synchroniser le nombre de tr/min du moteur et de l’arbre secondaire de la boîte, afin de pouvoir réaliser un changement de vitesses en douceur, semblable à ce que permettait d’obtenir un double débrayage.

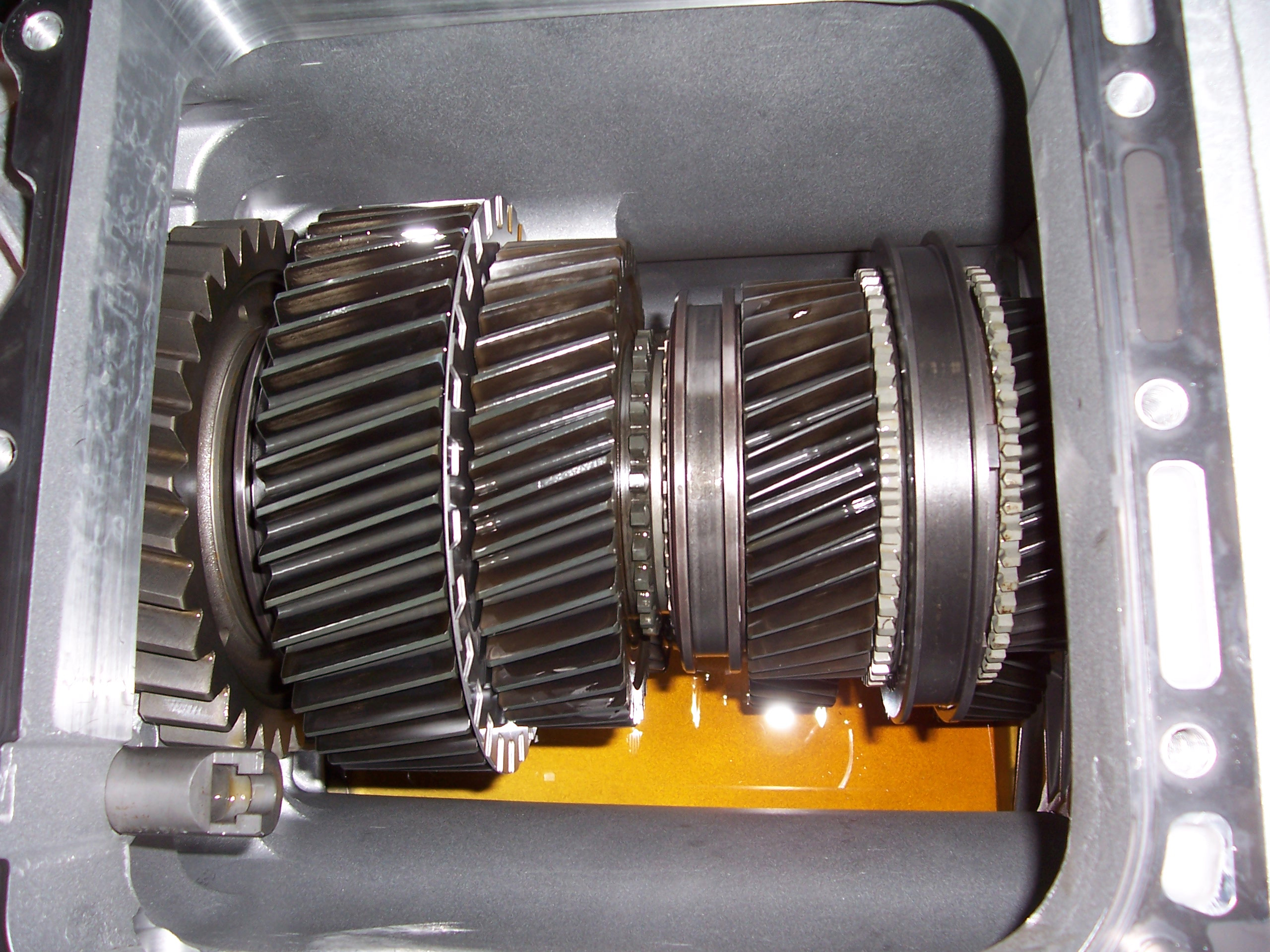
Intérieur de la boîte I-shift